# Formação Tucumcari
A Formação Tucumcari é uma formação geológica no Novo México. Ela preserva fósseis datados da Idade Albiana do começo do período Cretáceo.

## Descrição
A formação contém xisto cinza altamente fossilífero e arenito calcário amarelo com alguns nódulos de calcário. Ele recobre a Formação Morrison e é recoberto pelo arenito Mesa Rica.

## Fósseis
Mais de 65 espécies de invertebrados marinhos foram achados no xisto de Tucumcari. Os macrofósseis são especialmente bivalves, com alguns gastrópodes e amonóides. Microfósseis incluem ostracodes, foraminíferos e palinomorfos. As espécies descobertas na formação incluem os corais solitários Desmophyllum e Platycyathus, os bivalves Scabrotrigonia, Pteria, Texigryphea, Botula e Lopha e o gastrópode Turritella.